# Rohonci kódex
A Rohonci kódex egy ismeretlen betűkkel és ismeretlen nyelven írt kéziratos kódex. Nevét a régi magyar helyesírás szerint Rohonczi Codexnek írták, s hivatkozásokban (elsősorban külföldön) olykor ma is szerepel ebben a formában.

## Története

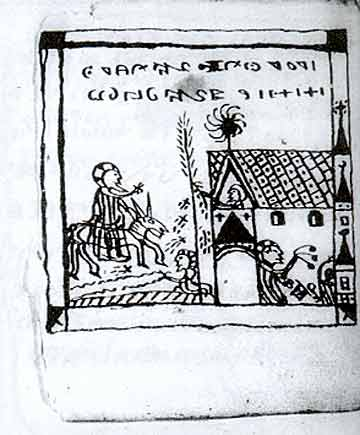
Napimádat, karácsonyfa és keresztény szimbólumok. Jobbra egy tipikus moldvai kolostor látható

Nevét Rohoncról kapta, amely 1920-ig nyugat-magyarországi kisváros volt, ma pedig – Rechnitz néven – Ausztria Burgenland tartományához tartozik. Innen került a kódex a Magyar Tudományos Akadémiára 1838–39-ben, amikor gróf Batthyány Gusztáv a rohonci kastély egész könyvtárát az Akadémiának adományozta.
Eredete ismeretlen, múltjának egy nyoma lehet a Batthyány család rohonci könyvtárának 1743-as katalógusában egy szűkszavú bejegyzés: „Magyar imádságok, volumen I. in 12.”. A méret („tizenkettedrét”) és a vélhető tartalom egyezik a kódexével, de ilyen méretű és tartalmú könyv nem volt ritka a korban, ezért ez a bejegyzés korántsem biztos, hogy a rohonci kódexről készült.
A kódexet 1840 körül Toldy Ferenc tanulmányozta, majd később Hunfalvy Pál, de eredménytelenül. Az osztrák paleográfus, dr. Mahl is hiába vizsgálta. Josef Jireček és fia, Konstantin Josef Jireček – mindketten prágai egyetemi professzorok – 1884–85-ben a kódex 32 oldalát vizsgálták hasztalanul. 1885-ben a kódexet az Innsbrucki Egyetem professzorának, Bernhard Jülgnek is elküldték, de ő sem tudott vele mit kezdeni. Munkácsy Mihály 1890 és '92 között magával vitte a kódexet Párizsba, hogy tanulmányozza, de ez sem hozott eredményt.
A magyar kutatók többsége az erdélyi származású műgyűjtő, Literáti Nemes Sámuel (1796–1842) hamisítványának tartja. Nagyszámú értékes hozzájárulásai miatt egyesek őt az Országos Széchényi Könyvtár „harmadik alapítójának” is nevezték, mindazonáltal inkább hamisításai révén vált hírhedtté, melyeket nagyrészt éppen az 1830-as években készített, s amelyek néha a kor legjobb történészein is kifogtak. A rohonci kódexet Szabó Károly sorolta be Literáti Nemes Sámuel hamisítványai közé, s azóta a magyar tudományos közgondolkodás is ezt a véleményt osztja.

## Helye
Magyar Tudományos Akadémia Könyvtár és Információs Központ.
- Jelzet: K 114
- Régi jelzet: Magyar Codex 12o 1.

A kódex csak engedéllyel kutatható, de létezik róla mikrofilm-másolat:
- Mikrofilm: MF 1173/II.

## Tulajdonságai

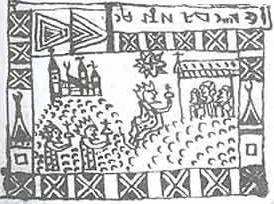
Egy illusztráció – a háromkirályok érkezése Betlehembe?

A kódex 224 folio terjedelmű (448 oldal), mérete 12×10 cm. Oldalanként 9-14 sorba írt jelekkel van teleírva. A szövegen kívül tartalmaz 87 illusztrációt, melyek vallásos, katonai és egyéb jeleneteket ábrázolnak. A durván rajzolt képek olyan környezetet mutatnak, ahol keresztény, muzulmán és pogány vallások együtt vannak jelen, mivel az épületeken vegyesen látható kereszt, félhold és szvasztika.
A kódex jeleinek száma kb. tízszerese bármely ismert ábécének (Némäti 792-t számolt össze), de legtöbbje igen ritka, vagyis a jelek feltehetőleg nem ábécét alkotnak, hanem szillabáriumot vagy logogrammákat (mint pl. a kínai írásjegyek). A jobb margó szabályossága azt sugallja, hogy a jeleket jobbról balra írták.
A vízjel vizsgálata azt mutatja, hogy a kódex papírja Velencében készült az 1530-as években. A szöveget viszont másolhatták korábbi forrásból is, de az is lehet, hogy a papírt a gyártása után hosszú idővel használták fel.

## Nyelv és írás
Noha a kódexet már magyar, dák, korai román vagy kun, sőt hindi nyelvűnek is tartották, egyik hipotézist sem támasztja alá tudományos bizonyítás.
A kódex magyar nyelvének egyes támogatói azt feltételezik, hogy az írás ősi magyar jelrendszer, mások hasonlóságot keresnek a jelek és a székely–magyar rovásírás betűi között. Egyes román vélemények szerint az írás azokra a jelekre hasonlít, melyek a Dobrudzsa vidékén található szkíta szerzetesek barlangjaiban láthatóak. Ismét mások a Veszprémvölgyi Apácakolostor görög alapítólevelének betűihez hasonlították. Egy újabb vélemény szerint pedig az írás egyfajta Bráhmi írás.

### Sumer–magyar elmélet
Nyíri Attila nevéhez fűződik a sumer-magyar megfejtés elmélete, melyet a kódex két oldalának tanulmányozása révén dolgozott ki. Nyíri egyszerűen fejjel lefelé fordította az oldalakat, azonosított egy sumer ligatúrát, majd a többi jelet hasonlósági alapon latin betűknek feleltette meg. Ugyanazt a jelet olykor több betűhöz, illetve ugyanazt a betűt olykor több jelhez is hozzárendelte. Végül az így kapott betűcsoportokban szereplő betűk sorrendjét még át kellett alakítania, hogy értelmes szavakat kapjon. Az így kapott szöveg (amennyiben értelmesnek tartjuk) vallásos, talán liturgiai jellegű.
Így kezdődik: „Eljött az Istened. Száll az Úr. Ó. Vannak a szent angyalok. Azok. Ó.”
Nyíri megoldását azonnal kritika alá vette Gyürk Ottó, rámutatva, hogy ilyen engedményekkel akármit ki lehet olvasni a kódból. Emellett az a puszta tény, hogy Nyíri kritikátlanul épít Badiny Jós Ferenc sumer–magyar nyelvrokonságot képviselő munkájára, hitelteleníti vállalkozását.

### Dáko-román elmélet
A román régésznő, Viorica Enăchiuc (ejtsd: [vjo'rika enə'kjuk]) a kódex teljes fordítását publikálta. Állítása szerint a szöveget Dacia vulgáris latin nyelvén, azaz (véleménye szerint) a mai román nyelv egy korábbi nyelvállapotában írták. Az írás szerinte jobbról balra és lentről fölfelé halad. Az állítólagos fordítás a Blaki (Vlah) nép i. sz. XI–XII. sz.-i történelmét írja le, elsősorban harcaikat a magyarok és a besenyők ellen. A fordításban előforduló helynevek és víznevek pl. Arad, Dridu, Olbia, Ineu, Rarău, Dnyeszter, Tisza. Említ még diplomáciai kapcsolatokat Vlad és Alexiosz Komnénosz, Kónsztantinosz Dukasz és Flandriai Róbert között.
Idézetek:
„Solrgco zicjra naprzi olto co sesvil cas” – „Ó, élők napja, hadd írjam meg, amit az idő átfogott”
„Deteti lis vivit neglivlu iti iti itia niteren titius suonares imi urast ucen” – „Nagy számban a heves csatában, félelem nélkül menj, menj hősiességgel! Zajosan törj előre, hogy a magyart elsöpörve legyőzd!”
Enăchiuc művét egyrészről az átírás (transzliteráció) szintjén lehet kritizálni. Bizonyos jelek az egész kódexben szinte mindig ugyanabban a jelkörnyezetben fordulnak elő, nála mégis rendszerint más és más betűkkel vannak átírva – így az eredeti kód mintázatai az átírás során eltűnnek. Másrészről Enăchiucot nyelvészeti és történészi kritika éri. Az általa publikált átirat a román nyelv eddig ismeretlen állapotának első nyelvemléke lenne, azonban a szöveg (a mellékelt szójegyzet ellenére) olyan erős nyelvészeti és történettudományi kétségeket ébreszt, melyek cáfolják munkájának tudományosságát.

### Brahmi–Hindi elmélet
Az indiai származású Mahesh Kumar Singh is publikált állítólagos megfejtést. Véleménye szerint az írás balról jobbra, fentről lefelé halad, s egy eleddig publikálatlan Bráhmi írásrendszert használ. Singh átiratában a kódex első 24 oldala hindi nyelvű szöveget tartalmaz, melyet magyar fordításban is közzétettek. Megfejtése leginkább egy (korábban ismeretlen) apokrif evangélium kezdetére emlékeztet, meditatív bevezetéssel, mely Jézus gyermekségtörténetével folytatódik.
Mahesh Kumar Singh változatában az 1. oldal felső két sora így szól: „he bhagwan log bahoot garib yahan bimar aur bhookhe hai inko itni sakti aur himmat do taki ye apne karmo ko pura kar sake” – „Óh Istenem! Itt a nép nagyon szegény, beteg és szűkölködik, ezért adj nekik elegendő tehetséget és erőt, hogy kielégíthessék a szükségleteiket!”
Singh megoldását azonnali kritika érte az illető folyóirat következő számában. Átirata mindenestül inkonzisztens, ezért munkáját többnyire átverésnek vagy áltudományos ámokfutásnak tartják.

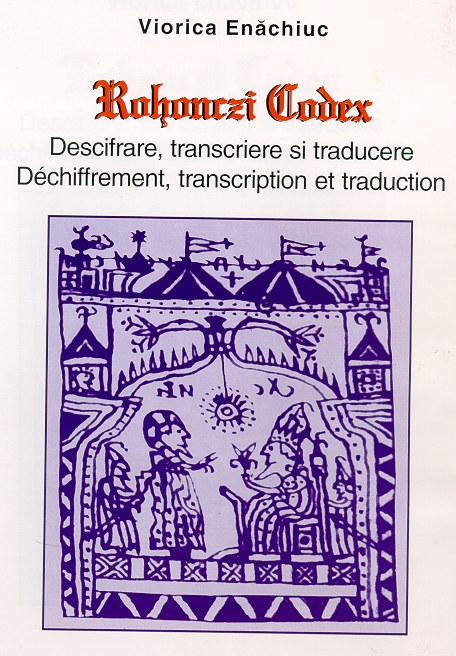
V. Enăchiuc's könyvének borítója

### Székely–magyar rovásírás elmélet
Marius-Adrian Oancea román kutató szerint a kódex az Újszövetséggel kapcsolatos témákra összpontosít és magyarul van írva. Úgy véli, hogy a szavak a székely rovásírás vagy székely-magyar rovásírás egy változatával vannak kódolva. A kódex egyes szavainak megfejtésére adott javaslatait az ezzel foglalkozó weboldalon mutatja be. Ezzel a véleményével nem áll egyedül, hiszen Nyíri Attila is hasonló feltevésekből kiindulva próbálkozott a kódex szövegének megfejtésével.

### Módszeres próbálkozások
Gyürk Ottó nevéhez fűződik a jelek első szigorúan módszeres (és sikeres) vizsgálata. Ismétlődő jelsorozatok révén megerősítette, hogy a szöveg jobbról balra, fentről lefelé halad, és az oldalak is jobbról balra követik egymást. Gyürk számjegyeket azonosított a szövegben. Későbbi megjegyzései azt sugallják, hogy volt számos publikálatlan megfigyelése is, melyeket nagy mennyiségű statisztikai mérésre alapozott.
Locsmándi Miklós a 90-es évek derekán a jelek számítógépes kutatásával próbálkozott. Megerősítette Gyürk észrevételeit, melyeket továbbiakkal gazdagított. Erős érvek nélkül bár, de megsejtette az "í" jel mondatelválasztó szerepét (amellett, hogy e jelnek már Gyürk számszerű jelentést tulajdonított, Locsmándi szerint pedig ezek mellett olykor helyi érték-elválasztó szerepet is betölt). Locsmándi tanulmányozta a jelek ékezeteit (melyek többnyire pontok), de nem talált bennük rendszert. Mivel nem fedezett fel a jelekben toldalékolást, feltételezte, hogy az írás nyelve nem magyar. Nem tudta bizonyítani, hogy a kódex nem hamisítvány, azonban, látva a szöveg belső rendszerességét, tagadta, hogy az véletlenszerű jelek halmaza lenne.

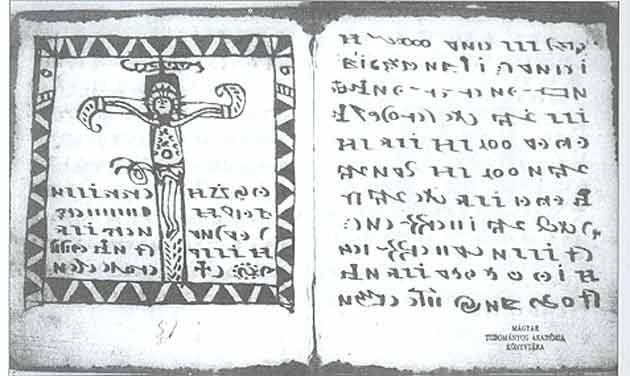
Feltehetőleg Jézus a kereszten

Az elmúlt években felélénkült a kódex iránti tudományos érdeklődés. Láng Benedek egy hosszú tanulmányban, majd könyvméretű monográfiában foglalta össze a kutatás addigi történetét (beleértve saját próbálkozását is), és meghatározta a jövőbeli kutatás lehetséges irányait. Érvekkel támasztotta alá véleményét, miszerint (szemben a magyar tudományos közvéleménnyel) a kódex nem hamisítvány, hanem tudatosan kódolt vagy titkosírt szöveg. Az írás vagy (1) kód, vagy (2) gyorsírás, vagy (3) mesterséges nyelv. Láng ezekhez a lehetőségekhez történeti analógiák számbavételével jutott.
2010-ben Tokai Gábor publikált három rövid cikkből álló sorozatot a kódexről az Élet és Tudomány hasábjain. Tokai az illusztrációk művészettörténeti analógiái alapján próbálta datálni a kódexet. Számtalan hasznos megfigyelése ellenére következtetései meglehetősen általánosak. Mindazonáltal ő végezte az első ilyen jellegű mélyreható vizsgálatot a kódexen. Bár Tokai sem tudta cáfolni, hogy a kódex hamisítvány, Locsmándihoz hasonlóan amellett foglalt állást, hogy a kód belső szabályosságai értelmes szöveget sugallnak. Pár hónappal később ismét megjelent Tokai tollából egy kétrészes cikksorozat, amelyben már egyes jelsorozatoknak jelentést próbált adni. Érveit elsősorban a képeken található feliratokra alapozta (ilyen pl. az INRI felirat a kereszten). Kijelentései olykor meglehetősen hipotetikusak. Állítása szerint azonban azonosította a négy evangélista kódját olyan bibliai hivatkozásokban, melyek egy evangélista-névből és valamilyen számból (talán valamilyen bibliai fejezetszámból) tevődnek össze. Gyürk és Locsmándi eredményeire támaszkodva azt is megmutatta, hogy a kódexben szereplő négyjegyű számok közül több is évszám, melyek az éveket feltehetőleg a teremtéstől („Anno mundi”) számítják.
Tokaival egyidőben, de tőle függetlenül Király Levente Zoltán jelentős előrehaladást ért el a kódrendszer szerkezeti elemeinek leírásában. Létrehozott egy módszert, amivel a szöveget jó bizonyossággal mondatokra lehet tagolni. Azonosított egy hétoldalas szakaszt, melyet számozott fejezetcímek tagolnak, ráadásul a teljes szakaszt annak tartalomjegyzéke vezeti be. Tokaihoz hasonlóan ő is azonosította a négy evangélista kódját, ráadásul meggyőzően bizonyította, hogy a kódex fejezetekre tagolódik, melyeket rendszerint egy, bibliai hivatkozást is tartalmazó kötött kifejezés vezet be. Király foglalkozott a kódex átfogó szerkezetével is, és megmutatta, hogy a fejezetstruktúra a kódex első negyedében nem jelenik meg – részben azért, mert itt található Krisztus passiójának hosszú, folyamatos elbeszélése.
Ezeknek az eredményeknek a papírra vetése után Tokai Gábor és Király Levente Zoltán között együttműködés született, és úgy tűnik, a kódex kódját sikerült feltörniük. A két szerző közös publikációja még készül, bár az írott és elektronikus médiában már beszámoltak egyes eredményeikről. Tokai és Király szerint az írás olyan kódrendszer, amely nem tükrözi a szavak belső szerkezetét, a nyelve pedig valószínűleg mesterséges, amint azzal mint lehetőséggel már Láng Benedek is számolt. Állításuk szerint a kódex hivatkozik az i. sz. 1593-as évre, feltehetőleg a megírására utalva. A két szerző szerint a kódex jellege szerint korára jellemző katolikus olvasókönyv vagy breviárium, mely túlnyomórészt újszövetségi (s ezek közül is leginkább evangéliumi) szövegek parafrázisát tartalmazza, de vannak benne Biblián kívüli szövegek is, mint pl. Sét visszatérése a Paradicsom kapujához, illetve Mária-imádságok.
Tóth Gyöngyi, kulturális antropológus – valláskutató 2021-ben megjelent könyve kizárólag a kódex egyszínű illusztrációira fókuszál. A könyv hátsó borítóján látható a  kódex egyik legérdekesebb képe, egy kezdetleges rugóval működő, balanszos óra. Az első rugós órát 1675-ben építette meg Hugens, ezért Tóth szerint a kódexet e dátumnál régebben nem írhatták. Az óra a menny és a föld működését modellezi és felveti  egy "isteni órásmester"  képzetét, illetve a történelem ciklikus ismétlődését, beleértve az üdvtörténet megismétlődését is. A keresztény vallás ciklikus időszemléletű felfogása a török kiűzése utáni zavaros időkben keletkezett új vallási irányzatok egyike lehetett, melyek ellen mind a katolikus, mind a protestáns egyházak felléptek. Néhány keretezett kép lábakon áll, mintha hordozható fatáblák lennének. A kutató úgy véli,  a kódexet egy vándor prédikátor írhatta – élete védelmében –  titkosírással. A kora újkor gondolkodóit erősen foglalkoztatta  az idő fogalma, számítása. Kepler figyelmet fordít Jézus születésnapjának kiszámítására és 1700-tól kezdődik a Gergely-naptár használata Európában. A kódex egyik rajza nagy valószínűséggel a Halak csillagképben 1524. február 19. hajnalban beállt ritka jelenségre, hat bolygó együttállására hivatkozik.

## Szakirodalom
Időrendben
- JERNEY János: „Némi világosítások az ismeretlen jellemű rohonczi írott könyvre”, Tudománytár 8 (új f.) (1844), 15. kötet, 1. könyv, 25–36. o.
- SZABÓ József: A magyar nyelv keleti emlékei, Sopron, 1944, 70. o.
- TOLDY Ferenc: A magyar nemzeti irodalom története, 1. kötet, Pest, 1851, 28. o.
- SZABÓ Károly: „A régi hun-székely írásról”, Budapesti Szemle 6 (1866), 123–124. o.
- FEJÉRPATAKY László: Irodalmunk az Árpádok korában, Budapest, 1878, 3. o.
- NÉMÄTI Kálmán: A Rohonczi Codex Ábéczéje (kézirat), 1889.
- NÉMÄTI Kálmán: Rohonczi Codex Tantétel, Budapest, 1892.
- TÓTH Béla: Magyar ritkaságok (Curiosa Hungarica), Budapest: Athenaeum, 1899, 18–20. o. (2., bővített kiadás: 1907, 20–22. o.), reprint: Budapest, Laude Kiadó, 1998 (ISBN 963-9120-16-2); Budapest, Anno, 2004 (ISBN 963-375-277-9)
- PINTÉR Jenő magyar irodalomtörténete, 1. kötet, Budapest, 1930, 43. és 724–725. o.
- GYÜRK Ottó: „Megfejthető-e a Rohonci-kódex?”, Élet és Tudomány 25 (1970), 1923–1928. o.
- CSAPODI Csaba: A „Magyar Codexek” elnevezésű gyűjtemény (K 31 – K 114) (A Magyar Tudományos Akadémia Könyvtára Kézirattárának katalógusai, 5. kötet), Budapest, 1973, 109. o.
- RÉVAY Zoltán: Titkosírások. Fejezetek a rejtjelezés történetéből, Budapest: Zrínyi Katonai Kiadó, 1978 (ISBN 963-326-256-9), 57–59. o.
- KELECSÉNYI Gábor: Múltunk neves könyvgyűjtői, Budapest: Gondolat, 1988 (ISBN 963-282-032-0)
- NYÍRI Attila: „Megszólal 150 év után a Rohonci-kódex?”, Theologiai Szemle 39 (1996), 91–98. o. = „A Rohonci-kódexről” Turán, 2004/4, 85–92. o.
- GYÜRK Ottó: „Megszólal a Rohonci-kódex?”, Theologiai Szemle 39 (1996), 380–381. o.
- ENĂCHIUC, Viorica: Rohonczi Codex: descifrare, transcriere şi traducere (Déchiffrement, transcription et traduction) (román és francia nyelven), Alcor Edimpex SLR, 2002 (ISBN 973-8160-07-3).
- UNGUREANU, Dan: „Nu trageti in ambulanta” (román nyelven), Observator Cultural 167 (May 6, 2003)
- SINGH, Mahesh Kumar–BÁRDI László: „Rohonci Kódex”, Turán 2004/6 = 2005/1, 9–40. o. (a kódex első 13 oldalpárjának háromsoros – eredeti, latin betűs hindi ill. magyar – interlineáris közlése BÁRDI bevezetőjével és műfordításával)
- LOCSMÁNDI Miklós: „A Rohonci Kódex. Egy rejtélyes középkori írás megfejtési kísérlete”, Turán 2004/6 = 2005/1, 41–58. o.
- VARGA Géza: „A Rohonczi [sic!] Kódexről. Olvasói levél”, Turán 2005/2-3, 195–197. o.
- VARGA Csaba: „A Rohonczi [sic!] Kódex Mahesh Kumar Singh-féle olvasatának ellenőrzése. Olvasói levél”, Turán 2005/2-3, 198–202. o.
- LÁNG Benedek: „Why don’t we decipher an outdated cipher system? The Codex of Rohonc” (angol nyelven), Cryptologia 34/2 (2010), 115–144. o. (ingyen letölthető pre-print változat[halott link])
- TOKAI Gábor: „A Rohonci-kódex művészettörténész szemmel”, Élet és Tudomány LXV/30, 32, 35 (2010), 938–940., 1004–1006., ill. 1104–1106. o.
- TOKAI Gábor: „Az első lépések a Rohonci-kódex megfejtéséhez”, Élet és Tudomány LXV/52–53, LXVI/2 (2010–2011), 1675–1678. ill. 50–53. o.
- LÁNG Benedek: A Rohonci kód, Budapest: Jaffa, 2011 (ISBN 978-963-9971-67-7)
- KIRÁLY Levente Zoltán: „Struktúrák a Rohonci-kódex szövegében. Helyzetjelentés egy amatőr kutatásról”, Theologiai Szemle 54 (2011/2), 82–93. o.
- SCHMEH, Klaus: Nicht zu knacken. Von ungelösten Enigma-Codes zu den Briefen des Zodiac-Killers (német nyelven), Carl Hanser Verlag, 2012 (ISBN 978-3-446-42923-9)
- KIRÁLY Levente Zoltán–TOKAI Gábor: „Cracking the code of the Rohonc Codex”, Cryptologia 42/4 (2018), 285–315. o. DOI: 10.1080/01611194.2018.1449147
- KIRÁLY Levente Zoltán–TOKAI Gábor: „Feltárul a Rohonci-kódex titka: egy 400 éves kód feltörése” in: Előadások Vas megye történetéről VII., Szombathely: A Magyar Nemzeti Levéltár Vas Megyei Levéltára, 2020 (ISBN 978-963-7227-39-4), 167–188. o.
- TÓTH Gyöngyi: A titokzatos Rohonci kódex képei. szerzői, Budapest, 2021. (ISBN 978-615-81807-0-2)
- KIRÁLY Levente Zoltán: „A Rohonci kódex teológiai karaktere. Közismert és idioszinkratikus mozzanatok azonosításával egy rejtélyes szerző kiléte felé”, in: Kiss Réka – Lányi Gábor (szerk.): Hagyomány, Identitás, Történelem 2022, Budapest: KRE HTK Egyháztörténeti Kutatóintézet, 2023, pp. 363–376. DOI: 10.61376/hit.2022.kiraly.25

## Média
- „Cine a scris misteriosul Codex Rohonczi?”[halott link] (= Ki írta a rejtélyes Rohonci-kódexet?), Rafael UDRIŞTE, Dan MICU, Ion CRISTODULO: Semne, TVR1 (Románia). 2010-06-05. 25 perc.
- „Kódolt evangéliumot rejt a Rohonci kódex?” Archiválva 2013. január 27-i dátummal a Wayback Machine-ben VELTI László: XXI. század RTL Klub. 2011-08-30. 14 p 30 mp.
- „A világ legnagyobb titkainak nyomába eredtünk” FORGÓ Viktor: Fókusz Plusz RTL Klub. 2015-02-21. 6:29–8:11

## Fordítás
- Ez a szócikk részben vagy egészben  a   Rohonc codex című angol Wikipédia-szócikk ezen változatának fordításán alapul.  Az eredeti cikk szerkesztőit annak laptörténete sorolja fel. Ez a jelzés csupán a megfogalmazás eredetét és a szerzői jogokat jelzi, nem szolgál a cikkben szereplő információk forrásmegjelöléseként.

## Forrás
- ↑ Láng: Láng Benedek: Valódi és ál-kódfejtések a titkosírások történetében. In  Bárdos Dániel – Tuboly Ádám Tamás: Emberarcú tudomány. Áltudományok és összeesküvéselméletek szorításában. Budapest: Typotex. 2023.